# Persone di nome António/Calciatori
| Questa pagina contiene informazioni ricavate automaticamente dalle voci biografiche con l'ausilio del template Bio e di un bot. L'aggiornamento è periodico e automatico e ricostruisce completamente la pagina. Se manca una persona in questa lista, sei pregato di non aggiungerla, ma accertati piuttosto che la sua voce biografica contenga il template Bio e che i dati anagrafici siano correttamente compilati. Se il template Bio manca, inseriscilo tu stesso o, in alternativa, metti l'avviso {{tmp\|Bio}} che ne segnala la mancanza. Se i dati riportati sono sbagliati, correggi direttamente la voce biografica; le modifiche saranno visibili in questa lista entro pochi giorni. Per chiarimenti vedi il progetto antroponimi. La lista contiene solo le 54 persone che sono citate nell'enciclopedia e per le quali è stato implementato correttamente il template Bio. Pagina aggiornata al 16 ott 2024. |

Questa è una lista di persone presenti nell'enciclopedia che hanno il nome António e sono calciatori.

## A(3)
- António Araújo, calciatore portoghese (Paredes, n. 1923 - † 2001)
- Fernando Livramento, ex calciatore portoghese (Tavira, n. 1982)
- Tozé, ex calciatore portoghese (Amarante, n. 1965)

## B(2)
- António José Bastos Lopes, ex calciatore portoghese (Lisbona, n. 1953)
- António Alberto Bastos Pimparel, ex calciatore portoghese (Lisbona, n. 1982)

## C(2)
- Ángel Capuano, calciatore argentino (Buenos Aires, n. 1910)
- Jesus Correia, calciatore portoghese (Oeiras, n. 1924 - † 2003)

## D(5)
- António Bentes, calciatore portoghese (Portalegre, n. 1927 - † 2003)
- Armando Manhiça, calciatore portoghese (Lourenço Marques, n. 1943 - † 2009)
- António Mendes, calciatore portoghese (Lisbona, n. 1937 - Guimarães, † 2019)
- António Rosário, ex calciatore angolano (n. 1972)
- Toni Lopes, ex calciatore portoghese (Setúbal, n. 1979)

## E(1)
- António Eleutério dos Santos, ex calciatore portoghese (Lisbona, n. 1928)

## F(5)
- António Fernando Barbosa da Silva, ex calciatore portoghese (n. 1933)
- António Morato, ex calciatore portoghese (Lisbona, n. 1964)
- António Jesus Oliveira, ex calciatore portoghese (Moita, n. 1958)
- Tomané, calciatore portoghese (Fafe, n. 1992)
- Yaúca, calciatore portoghese (Benguela, n. 1935 - Benguela, † 1992)

## G(2)
- Toti Gomes, calciatore guineense (Bissau, n. 1999)
- Dias Graça, ex calciatore portoghese (Rio de Janeiro, n. 1964)

## L(3)
- António Lebo Lebo, ex calciatore angolano (Malanje, n. 1977)
- António Lima Pereira, calciatore portoghese (Póvoa de Varzim, n. 1952 - † 2022)
- António Augusto Lopes, calciatore portoghese (n. 1901)

## M(4)
- António Medeiros, ex calciatore portoghese (Horta, n. 1937)
- Abrantes Mendes, calciatore portoghese (n. 1907 - † 1988)
- Monteiro da Costa, calciatore e allenatore di calcio portoghese (Santa Maria da Feira, n. 1928 - † 1984)
- António Morato, ex calciatore portoghese (n. 1937)

## N(3)
- António João Neto, ex calciatore angolano (n. 1971)
- António Nogueira, ex calciatore portoghese (Lisbona, n. 1963)
- António Filipe, calciatore portoghese (Foz do Sousa, n. 1985)

## O(1)
- António Oliveira, ex calciatore e allenatore di calcio portoghese (Penafiel, n. 1952)

## P(7)
- António Pacheco, calciatore e allenatore di calcio portoghese (Portimão, n. 1966 - Faro, † 2024)
- António Paula, ex calciatore portoghese (Vila Nova de Gaia, n. 1937)
- António Eduardo Pereira dos Santos, calciatore brasiliano (Salvador, n. 1984)
- António Pinho, calciatore portoghese (n. 1899 - † 1999)
- António Silva, calciatore portoghese (Viseu, n. 2003)
- Tó Zé, calciatore portoghese (Forjães, n. 1993)
- António Xavier, calciatore portoghese (Guimarães, n. 1992)

## R(4)
- António Martins, calciatore portoghese (n. 1913)
- António Manuel Ribeiro, ex calciatore portoghese (Aveiro, n. 1980)
- António Ribeiro dos Reis, calciatore, allenatore di calcio e giornalista portoghese (n. 1896 - † 1961)
- António Roquete, calciatore portoghese (Salvaterra de Magos, n. 1906 - Lisbona, † 1995)

## S(8)
- António Luís dos Santos Serrado, calciatore angolano (Huambo, n. 1986)
- António Thomaz Santos de Barros, calciatore brasiliano (San Paolo, n. 1986)
- António Saraiva, calciatore portoghese (Peso da Régua, n. 1934 - Portimao, † 2018)
- António Semedo, ex calciatore portoghese (Lisbona, n. 1979)
- António Simões, ex calciatore portoghese (Corroios, n. 1943)
- Maestro, calciatore angolano (Luanda, n. 2003)
- António Soares, calciatore portoghese (n. 1909)
- Wesllem, ex calciatore portoghese (Marco de Canaveses, n. 1985)

## T(2)
- António Teixeira, calciatore portoghese
- António Teixeira, calciatore portoghese (n. 1930 - † 2003)

## V(2)
- Toni Vidigal, ex calciatore portoghese (n. 1975)
- António Vieira, calciatore portoghese (Moita, n. 1912)